# Baščaršija

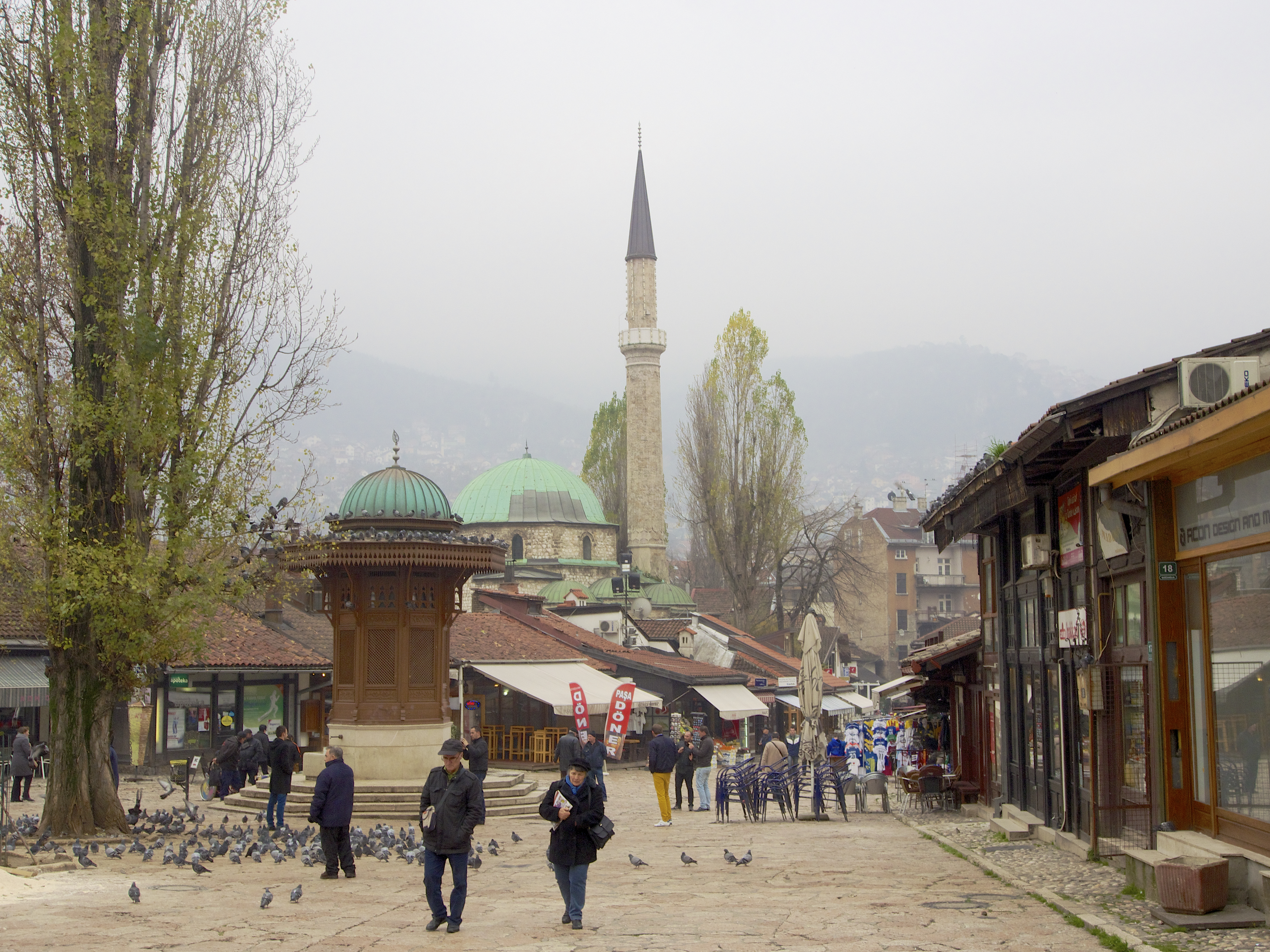
Die Baščaršija mit Sebilj und dem Minarett der Baščaršijska džamija im Hintergrund

Die Baščaršija ist ein Basar und das historische Stadtzentrum der bosnischen Hauptstadt Sarajevo. Sie wurde im 15. Jahrhundert angelegt, als Isa-Beg Ishaković die osmanische Stadt unterhalb der Siedlung Vratnik gründete. Das Wort Baščaršija stammt aus dem Türkischen. Baš bedeutet so viel wie „Haupt“ oder „primär“, während čaršija das türkische Wort für Basar oder „Markt“ ist. Baščaršija ist offiziell nur der Name des zentralen Platzes der osmanischen Altstadt, wird aber umgangssprachlich für das gesamte osmanische Marktviertel verwendet.
Die Baščaršija liegt nördlich des Flusses Miljacka und gehört heute zur Stadtgemeinde Stari Grad. In der Baščaršija befinden sich viele wichtige historische Bauwerke, wie zum Beispiel die Gazi-Husrev-Beg-Moschee oder die Sahat Kula (Uhrturm). Heutzutage ist die Baščaršija die Hauptattraktion für Touristen in Sarajevo.

## Platzgestaltung
Mitten auf der für den Straßenverkehr gesperrten Baščaršija befindet sich der Sebilj, ein öffentlicher Brunnen. An ihrem Nordrand verläuft die Straße Telali, eine Hauptstraße, auf der auch die Straßenbahn Sarajevo verkehrt. Diese verfügt hier über die Haltestelle Baščaršija, von der aus aufgrund des Einbahnstraßenprinzips nur Fahrten in westliche Richtung möglich sind. Im Südosten des Platzes befindet sich die Moschee Baščaršijska džamija.